# Fatwa (film)
Pour l’article homonyme, voir Fatwa.
Pour plus de détails, voir Fiche technique et Distribution.
Fatwa est un long métrage tunisien-belge réalisé par Mahmoud Ben Mahmoud et sorti en 2018.

## Fiche technique
- Réalisation : Mahmoud Ben Mahmoud

## Distribution
- Ahmed Hafiane
- Ghalia Benali
- Sarra Hanachi

## Récompenses
- Journées cinématographiques de Carthage 2018[1] :
  - Tanit d'or du meilleur film
  - Prix du meilleur acteur pour Ahmed Hafiane
- Festival panafricain du cinéma et de la télévision de Ouagadougou 2019 :
  - Étalon de bronze
  - Prix spécial de l'Union africaine[2]
- Festival international du film du Caire 2018 :
  - Prix du meilleur film arabe[3]
- Festival international du film oriental de Genève 2019 :
  - FIFOG d'argent du long métrage[4]